# Exeter
För andra betydelser, se Exeter (olika betydelser).
Exeter (uttalas [ˈɛksɨtə]  (fil) eller [ˈɛksɨtəɹ]) är en gammal stad (city) i distriktet med samma namn i Devon i sydvästra England. Staden hade 106 772 invånare (2001). Exeter är Devons huvudort och säte för det administrativa grevskapet Devon.  Staden ligger vid floden Exe, cirka 60 kilometer nordost om Plymouth och 110 kilometer sydväst om Bristol.
Exeter var den sydvästligaste romerska befästa orten i Britannia. Exeters domkyrka (engelska: Exeter Cathedral) grundades i början av 1100-talet, helgad åt aposteln Petrus. Sedan reformationen på 1500-talet har domkyrkan tillhört den engelska statskyrkan.
Bland stadens transportnav finns järnvägsstationerna Exeter St Davids och Exeter Central, motorvägen M5 och Exeter International Airport som förbinder staden med platser både inom och utanför riket.
Det nationella vädertjänstbolaget Met Office har sitt huvudkontor i Exeter och är en av stadens tre största arbetsgivare (de övriga är University of Exeter och grevskapsrådet).
Staden är en populär semesterort. Fotbollslaget Exeter City FC och landhockeyklubben University of Exeter Hockey Club är från Exeter.

## Historia

### Förhistorisk och romersk tid
Exeters gynnsamma läge uppe på en torr ås, överblickande en farbar flod, rik på fisk, och bördig jord i närheten talar för att platsen befolkades tidigt. Mynt från hellenistisk tid funna i staden tyder på förekomsten av en bosättning som bedrev handel med Medelhavsregionen så tidigt som 250 f.Kr.
Exters latinska namn, Isca Dumnoniorum (dumnoniernas Isca), antyder att staden hade keltiskt ursprung. Detta oppidum (latinsk term som betyder betydelsefull stad) vid Exe fanns säkert före grundandet av den romerska staden omkring år 50; det är emellertid möjligt att namnet kan ha föreslagits av en keltisk rådgivare i romersk tjänst i stället för att vara urinvånarnas namn på platsen. Staden nämndes i Domedagsboken (Domesday Book) år 1086, och kallades då Execestre/Essecestra/Exonia.

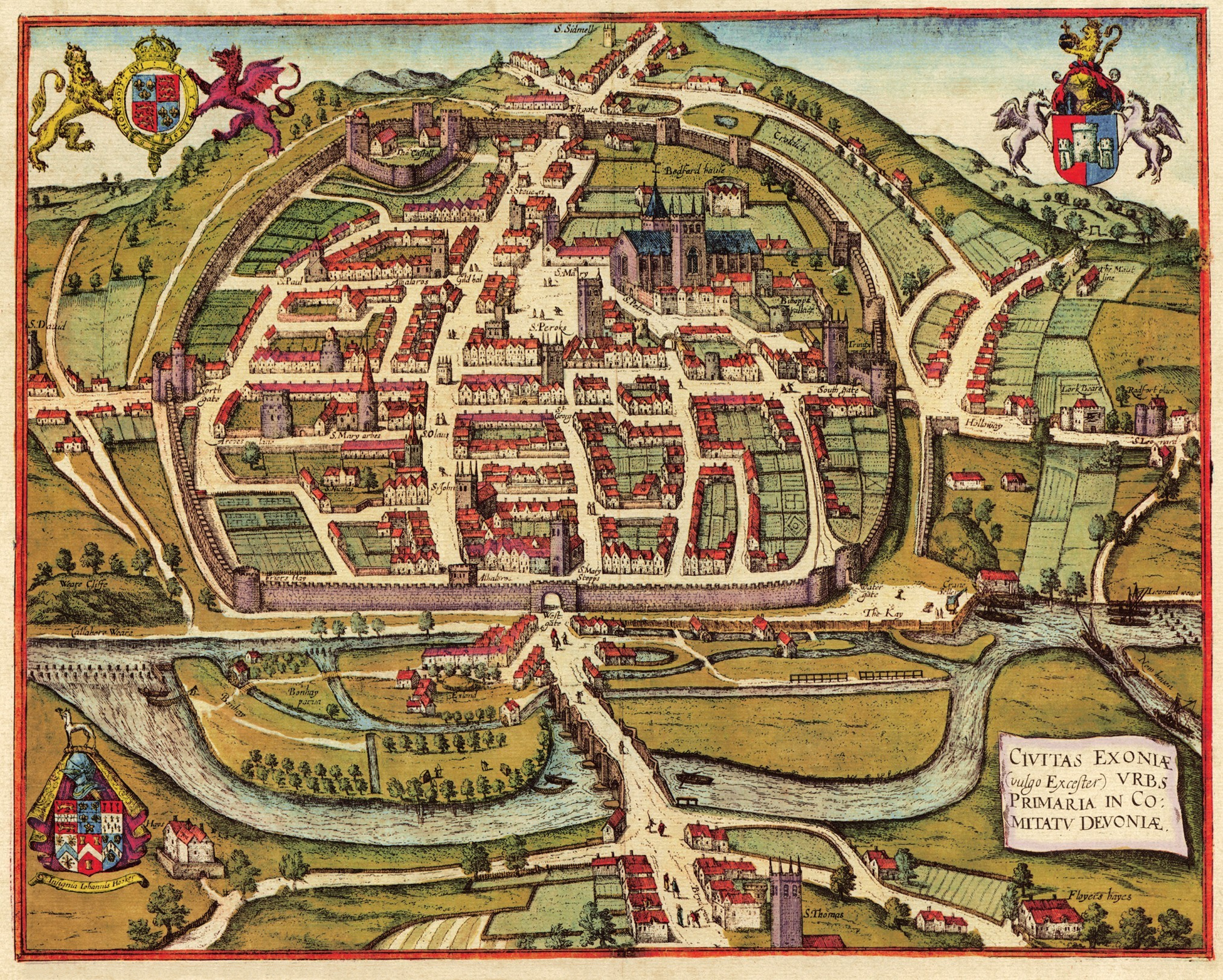
Illustration av Exeter från 1563 med överskriften ”Civitas Exoniae (vulgo Excester) urbs primaria in comitatu Devoniae”.

Sådana tidiga städer eller protostäder hade förekommit i förromerska Gallien som Julius Caesar beskriver dem i sin Commentarii de Bello Gallico (Kommentarer om galliska krigen), och det är möjligt att sådana också existerade i det närliggande Britannia. Isca är härlett ur britanniska ordet för rinnande vatten, som gavs till Exe och, på ett annat ställe, till floden Usk där Caerleon i Monmouthshire är belägen. Detta element finns i dagens walesiska namn för Exeter (Caerwysg) och Exe (Afon Wysg). Romarna gav staden namnet Isca Dumnoniorum för att särskilja det från Isca Augusta, dagens Caerleon. Utgrävningar på 1970- och 1980-talen fastställde förekomsten av en romersk fästning vid Exeter (byggd omkring år 55, mycket troligt för Legion II Augusta). År 2010 grävdes delar av en romersk militär anläggning och försörjningsbas vid Saint Loyes vid Topsham Road ut; den låg längs den romerska vägen mellan fästningen i Exeter och en liten borg i Topsham.
På hundratalet byggde romarna en stadig mur runt Exeter som stod i århundraden. Betydande delar av de romerska murarna finns kvar, även om det mesta av de synliga strukturerna är mer sentida. Större delen av deras sträckning kan följas till fots. En ansenlig termeranläggning grävdes ut på 1970-talet, men på grund av närheten till domkyrkan var det inte praktiskt möjligt att låta utgrävningarna vara öppna för allmänheten. Exeter ligger också vid den södra änden av den romerska vägen Fosse Way.
Romarna gjorde Exeter till sydvästra Englands administrativa centrum. Dock blev den romerska civilisationen inte djupt rotad i denna del av Britannia. Längre västerut tynade den bort helt och hållet.
Över tusen romerska mynt har hittats i staden, vilka visar på dess betydelse som handelscentrum. Myntens datering talar för att staden blomstrande som mest under första hälften av trehundratalet. Dock har inga mynt daterade efter 380 hittats, vilket tyder på en hastig nedgång.
Efter att romarna övergivit Storbritannien i början av fyrahundratalet finns inga uppgifter om Exeter på ungefär 270 år fram till omkring 680 då det i ett dokument om Sankt Bonifatius står att han utbildades vid abbotsklostret i Exeter. Det kan ha funnits några människor som bodde innanför murarna i Exeter och brukade jorden utanför, men det verkar som att Exeter upphörde att fungera som en stad.

### Keltisk och saxisk tid

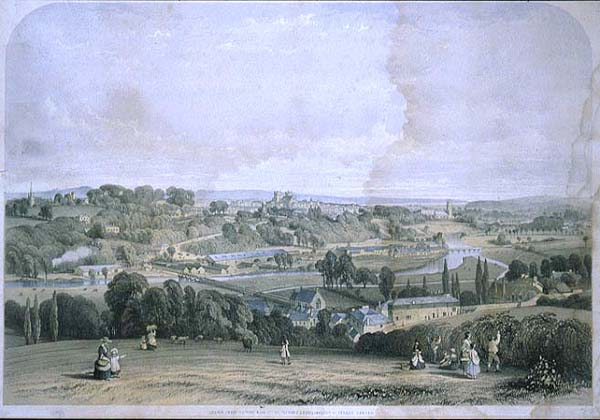
Kopia av William Spreat föreställande Sankt Davidskyrkan i Exeter kort efter invigningen 1844.

Saxarna kom till Exeter efter att ha besegrat britannerna i slaget vid Peonnum i Somerset 658. Troligen fanns det gott om plats för båda folken bland ruinerna efter den romerska staden och saxarna tillät britannerna att fortsätta att bo i sin egen del av staden och följa sina egna lagar. Detta skedde högst troligen i samma område som den fornbrittiska bosättningen funnits – på platsen för dagens Bartholomew Street. Fram till 1637 kallades gatan Britayne till minne av att det en gång i tiden varit en britannisk stadsdel.  År 680 byggde saxarna ett kloster innanför murarna i den gamla romerska staden. Saxarna kallade varje romerska stad för ceaster, denna stad Exe ceaster. Med tiden ändrades namnet till Exeter.
År 876 angreps Exeter (som nu kallades Escanceaster) och intogs för en kort tid av daner. Alfred den store drev ut dem följande sommar, och upphöjde åren därpå Exeter till en av fyra burhs (borgstäder) i Devon; den romerska stadsmuren reparerades i samband därmed. Alfred skapade ett nätverk av burhs i hela sitt rike. I händelsen av ett danskt anfall kunde män från det omgivande området samlas i borgen. En burh var ofta också ett centrum för handel, försedd med myntverk med kungliga myntslagare och penningväxlare med standardiserade vikter och mått. År 893 genomled Exeter ännu en belägring av danerna.
Omkring 928 lät kung Athelstan omsorgsfullt reparera stadsmuren och fördrev samtidigt britannerna från staden. Det är okänt huruvida dessa britanner hade bott i staden oavbrutet sedan romersk tid – de kan ha invandrat från landsbygden när Alfred gjorde staden till burh. Enligt William av Malmesbury förvisades de bortom Tamar och stadfäste därigenom älven som Devons gräns, ehuru Athelstan kan ha återupprättat Dumnonias gamla gräns. Andra källor menar att britannerna helt enkelt flyttade till det som i dag är Saint Davidsområdet, inte långt utanför stadsmuren. Stadsdelen som britannerna upptog omarbetades tydligen sedan till ”jarlens burh” och kallades fortfarande Irlesberi på 1100-talet.
År 1001 misslyckades danerna ånyo att intaga staden, men de förmådde att plundra den 1003 då de, av okänd anledning, släpptes in av den franske fogden under Emma av Normandie, som hade fått staden som en del av hemgiften när hon gift sig med Ethelred den villrådige föregående år.

### Medeltiden

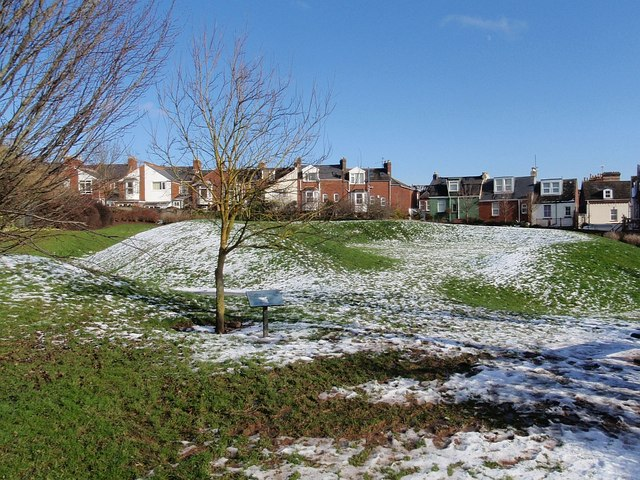
Danes Castle – uppförd av kung Stefan under belägringen av Exeter 1136.

År 1068 gjorde Exeter – möjligen på grund av att Gytha Thorkelsdóttir, kung Haralds mor, bodde där – uppror mot Vilhelm Erövraren som bestämt tågade västerut och belägrade staden. Efter arton dagar godtog Vilhelm stadens kapitulation och svor en ed på att inte skada staden eller öka dess uråldriga tribut. Vilhelm lät emellertid snabbt uppföra Rougemont Castle för att säkra stadens framtida eftergivenhet. Egendomar som ägdes av saxiska godsägare fördes över i normandiska händer och när biskop Leofrics (som donerat Exeterboken till domkyrkan) dog 1072 utnämndes normanden Osbern FitzOsbern till hans efterträdare.
År 1136, vid inledningen av anarkin, hölls Rougemont Castle av Baldwin de Redvers som gjorde motstånd mot kung Stefan. Redvers kapitulerade först efter tre månaders belägring, inte när slottets tre brunnar hade uttömts, utan först när garnisonens stora vinlager, som användes till dryck, matlagning och för att släcka de bränder belägrarna startat, tagit slut. Under belägringen uppförde Stefan en borg av jord på platsen som numera (felaktigt) kallas Danes Castle.
Till nytta för dess innevånare höll sig staden med en veckolig torgmarknad från senast 1213, och 1281 var Exeter den enda staden i sydvästra England som hade tre marknadsdagar per vecka. Det finns också uppgifter om sju årligen återkommande marknader, varav den äldsta från 1130 och varav samtliga fortsatte att anordnas fram till åtminstone början av 1500-talet.
Under högmedeltiden hade såväl domkyrkans prästerskap som stadens borgare tillgång till ett sofistikerat system av akvedukter som ledde rent dricksvatten in i staden från källor i grannsocknen Saint Sidwell. Akvedukterna gick delvis genom underjordiska tunnlar, vilka till stor del är intakta och kan beses i dag.

### Tudor-ochstuarttiden

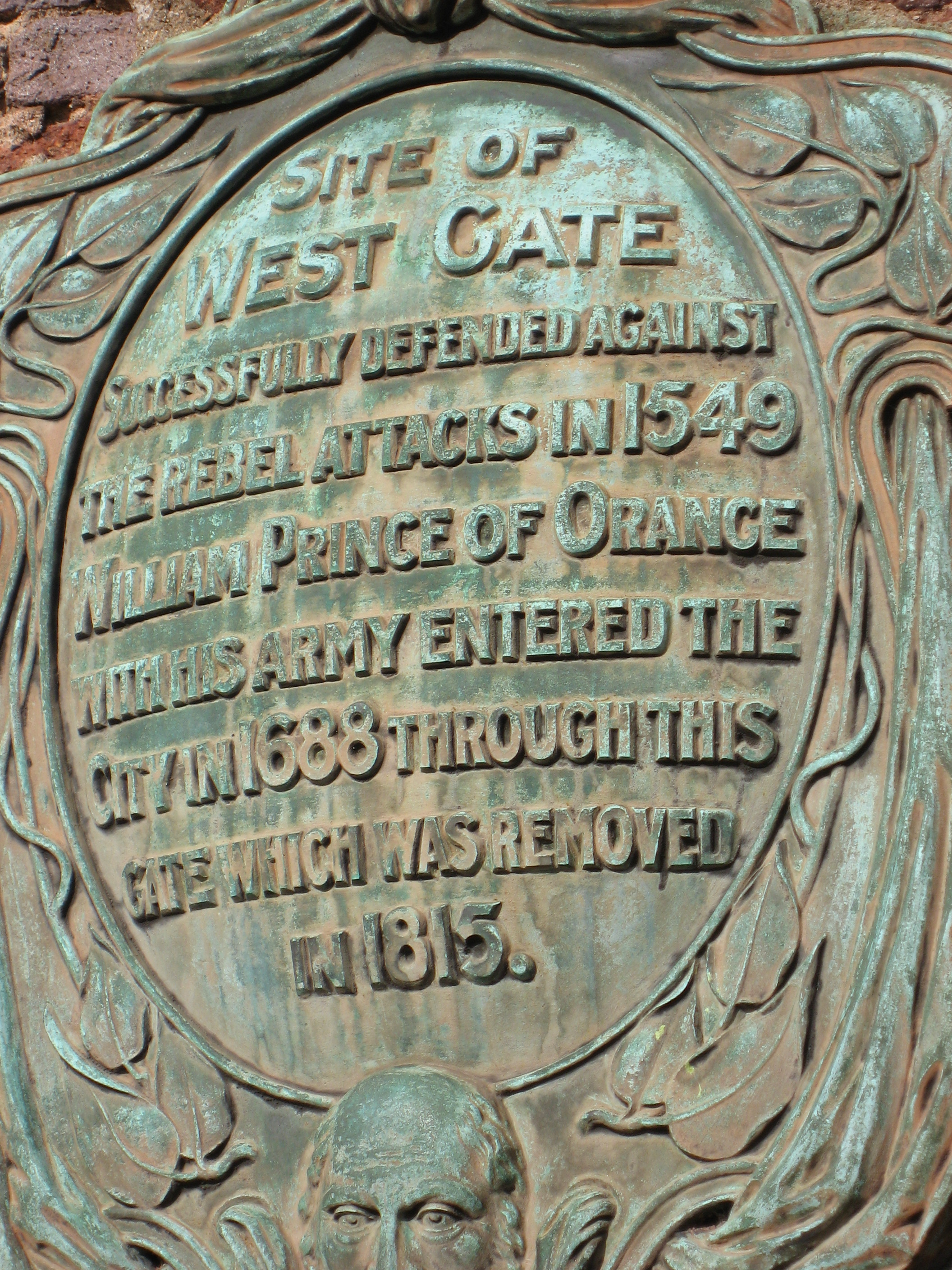
Skylt på Saint Mary Steps Church som berättar om den gamla västra porten och några militära kampanjer den varit inblandad i.

År 1537 blev staden ett korporativt grevskap. År 1549 lyckades staden stå emot en månadslång belägring av de så kallade bönboksrebellerna, folk från Devon och Cornwall som blivit vredgade av kung Edvard VI:s radikala kyrkopolitik. Upprorsmännen besatte Exeters förorter, brände ned två av stadens portar och försökte rasera stadsmurarna, men tvingades slutligen att ge upp belägringen efter att ha drabbat samman med kungens här i en rad blodiga slag. Några upprorsmän avrättades omgående efter belägringen. Byggnader från femtonhundratalet, Livery Dole Almshouses and Chapel, finns bevarade i centrum. De påbörjades 1591 och färdigställdes 1594 under korporationens ledning.
Stadens valspråk, semper fidelis (alltid trofast), ska enligt traditionen ha föreslagits av drottning Elisabet I som ett erkännande av att staden bidragit med skepp för att besegra den spanska oövervinnerliga armadan 1588, men den första historiskt belagda användningen är från 1660. Skolor i Exeter lär ut att valspråket förlänades av Karl II 1660 vid restaurationen på grund av Exeters roll i det engelska inbördeskriget.
När pastorn John Wheelwright utvisades från Massachusetts Bay Colony 1638 för att sedan grunda ett samhälle på Squamscottflodens stränder, gav han området namnet Exeter efter sin namne i Devon. Under amerikanska revolutionen var den New Hampshires huvudstad.
Under engelska inbördeskriget stod Exeter först på parlamentets sida, i en region som till största delen stödde rojalisterna. Staden intogs av rojalisterna den 4 september 1643, fanns under deras kontroll fram till en kort tid innan krigsslutet och var en av de sista rojalistiska städerna som slutligen föll i parlamentets händer. I april 1646 förhandlade Thomas Fairfax om Exeters kapitulation på Poltimore House. Vid denna tid var Exeter ekonomiskt en mäktig stad med stark ullhandel. Detta berodde enligt greve Lorenzo Magalotti, som besökte staden vid 26 års ålder, delvis på att de omgivande områdena var ”bördigare och bättre befolkade än de jag passerade föregående dag”. Magalotti skriver att mer än trettiotusen i grevskapet Devon var anställda inom ull- och tygindustrierna, handelsvaror som såldes till ”Västindien, Spanien, Frankrike och Italien”. Celia Fiennes besökte också Exeter i början av 1700-talets första årtionde. Hon lade märke till den omfattande handeln och de otroliga kvantiteterna i Exeter och noterar att staden omvandlar mest pengar av vad som helst på en vecka i England, mellan tiotusen och femtontusen pund.

### Industriella revolutionen,georgianskochviktoriansk tid

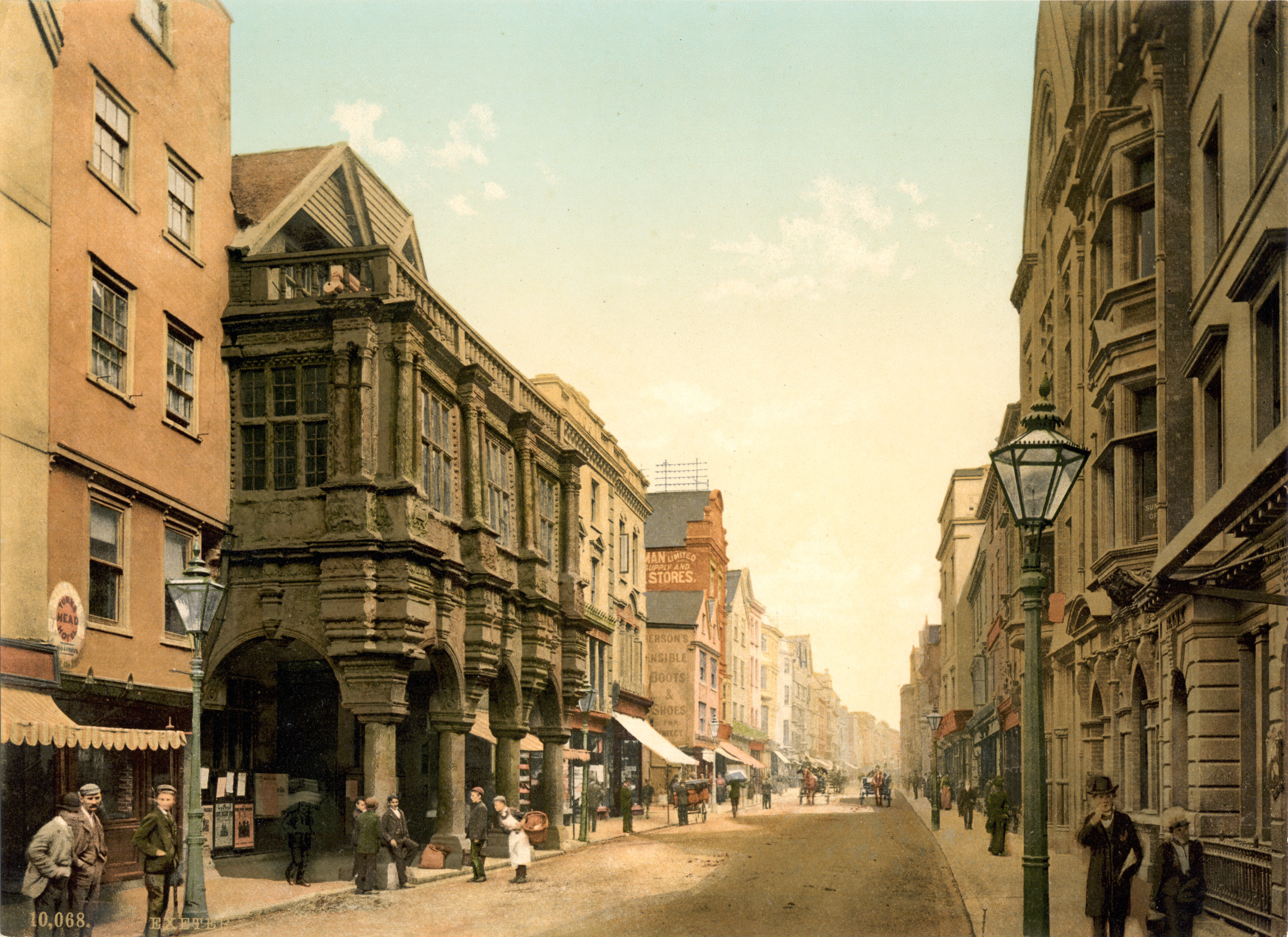
High Street cirka 1895

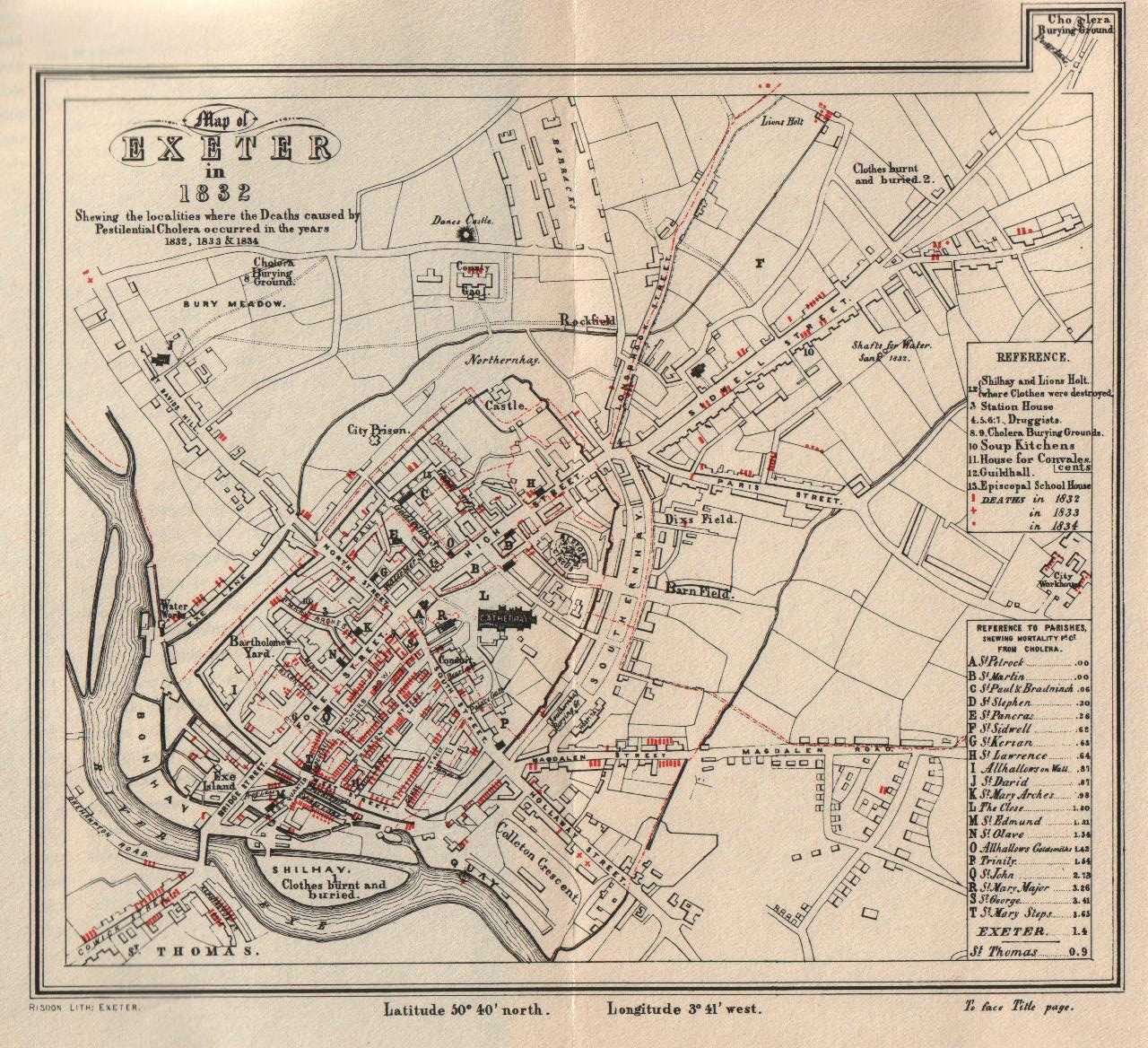
Frontespis ur Shapters History of the Cholera in Exeter in 1832

Under industriella revolutionens tidiga skede utvecklades Exeters industri med den lokala jordbruksproduktionen som grund och på basis av att stadens placering vid en snabbflödande flod gav god tillgång på vattenkraft. Ett tidigt industriområde växte fram på utdikade marskland väster om staden vid Exe Island. När ångkraft ersatte vattenkraft under 1800-talet låg dock Exeter för långt från kol- och järngruvorna för att kunna konkurrera. Detta innebar att stadens relativa betydelse avtog, men samtidigt att stadens äldre bebyggelse bevarades bättre än i många andra historiska städer av samma storlek i Europa. Omfattande kanalutbyggnader under denna period fick Exeters ekonomi att växa ytterligare när fartyg kunde frakta tyngre gods från Topsham till stadens kaj. År 1778 öppnades en ny broförbindelse som ersatte den gamla medeltida bron över Exe. Den nya stenbron kostade 30 000 pund att uppföra.
År 1832 nåddes Exeter av en koleraepidemi, som dragit fram över hela Europa. Doktor Thomas Shapter var en av läkarna på plats under epidemin och har författat den enda kända dokumentationen om den.
Den första järnvägen i Exeter var Bristol and Exeter Railway som öppnade en station vid Saint Davids 1844. South Devon Railway Company förlängde linjen västerut till Plymouth och öppnade en mindre station vid Saint Thomas, nära ena änden av Fore Street. Ytterligare en centralstation vid Queen Street öppnades av London and South Western Railway 1860 när bolaget öppnade sin alternativa linje till London. Slakteriet Lloyd Maunder flyttade till sina nuvarande lokaler 1915 för att få bättre tillgänglighet till Great Western Railway för transport av köttprodukter till London.
Den första elektriciteten i Exeter producerades av Exeter Electric Light Company, som bildades i slutet av 1880-talet, men kommunaliserades 1896 och bytte namn till City of Exeter Electricity Company.
De första hästdragna spårvagnarna i Exeter infördes 1882 med tre linjer utgående från östra stadsporten. En linje gick till Saint David’s station via New North Road, obelisken (där klocktornet nu står) och Saint David’s Hill. Den andra linjen löpte längs Heavitree Road till Livery Dole och den tredje till Mount Pleasant längs Sidwell Street. Det fanns en depå vid New North Road.

### 1900-talet

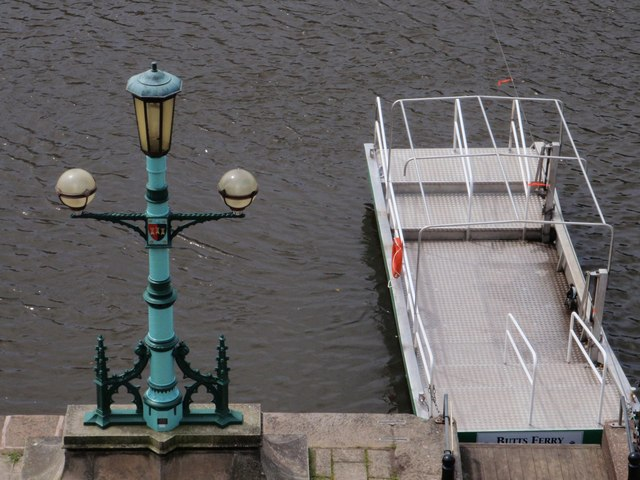
Lyktstolpe från 1905 års bro vid Butts färja.

Den 29 mars 1905 öppnade en ny bro över Exe och ersatte den gamla georgianska bron. Den nya bron var en bågbro av gjutjärn och stål som kostat 25 000 pund och ritats av John Wolfe-Barry. Samma år ersatte elektriska spårvagnar de hästdragna. Den 17 mars    1917 skenade en språvagn nedför Fore Street och träffade en hästdragen vagn för att sedan välta på Exe Bridge varvid en kvinnlig passagerare dog. På 1920-talet orsakade spårvagnarna trafikstockning och föranledde en kostsam förnyelse av spåren och långsam fart för spårvagnarna på stadens trånga gator. Efter mycket dryftande beslöt stadens råd att ersätta spårvagnstjänsten med dubbeldäckarbussar; den sista spårvagnen gick den 19 augusti 1931. Den enda återstående spårvagnen från Exeter i trafik är nummer 19, som nu går på Seaton Tramway.
Exeter bombades av Luftwaffe under Baedekerblitzen 1942. Omkring 160 000 kvadratmeter av centrum blev jämnade med marken av brandbomber. Många historiska byggnader, däribland katedralen, skadades. Staden återuppbyggdes på 1950-talet. Man önskade att återskapa den gamla känslan, men många menar att arbetet kunde ha gjorts bättre; många skadade hus revs i stället för att restaureras, och enligt mångas mening togs för stor hänsyn till den moderna biltrafiken. Före andra världskriget räknades staden som södra Englands näst största arkitektoniska pärla (efter Bath), men den omtalas nu som en stad med många vackra byggnader men inte nödvändigtvis en vacker stad. Turism är en viktig inkomstkälla, men staden domineras på intet sätt av turismen.

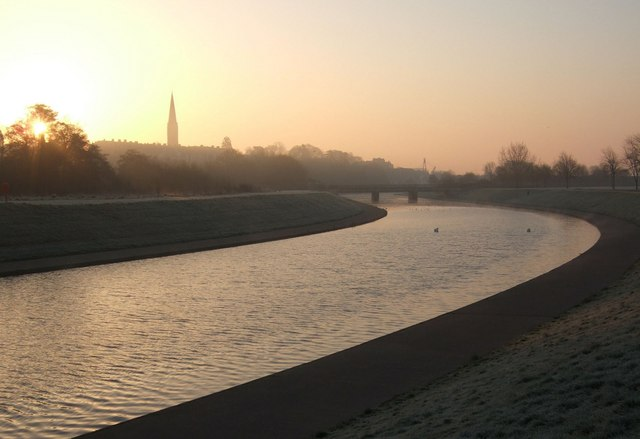
Exe Flood Relief Channel uppförd efter översvämningen 1960.

Den 27 oktober 1960, efter väldigt ymnigt regnande, steg Exen över sina bräddar och översvämmade stora delar av Exeter inklusive Exwick, Saint Thomas och Alphington. Vattnet steg på vissa ställen så högt som två meter ovanför marknivån och 150 anställda på det lokala företaget Beach Bros satt fångna i nio timmar. 2 500 fastigheter översvämmades. Den 3 december samma år steg floden ånyo och översvämmade 1 200 fastigheter. Översvämningarna ledde till att nya översvämningsskyddsanordningar byggdes för Exeter. Byggandet inleddes 1965 och tog tolv år att färdigställa till en kostnad av åtta miljoner pund. Skyddsanordningarna inbegrep tre översvämningskanaler, vilka kompletterades med två nya betongbroar (byggda 1969 och 1972) för att ersätta den gamla Exe Bridge som hade förvärrat översvämningarna.

## Kända personer från Exeter
- Charles Babbage, datamaskinens fader
- Francis Baring, bankir och köpman
- Cliff Bastin, fotbollsspelare
- Thomas Bodley, diplomat och bibliotekarie
- John Bowring, statsman och nationalekonom
- Tony Burrows, sångare
- Mary Carpenter, författare och filantrop
- William Benjamin Carpenter, fysiolog
- William Kingdon Clifford, matematiker
- Tommy Cooper, komiker
- Samuel Cousins, gravör
- Tristan Evans, trumslagare i The Vamps
- Beth Gibbons, sångare i Portishead
- Matthew Goode, skådespelare
- Henrietta av England, prinsessa
- Nicholas Hilliard, porträttmålare
- Richard Hooker, teolog
- Bradley James, skådespelare
- Fred Karno, varietéteaterchef
- Matthew Locke, kompositör
- Chris Martin, sångare i Coldplay
- Samuel Stennett, baptistpastor och psalmdiktare
- Liam Tancock, simmare
- William Temple, ärkebiskop av Canterbury

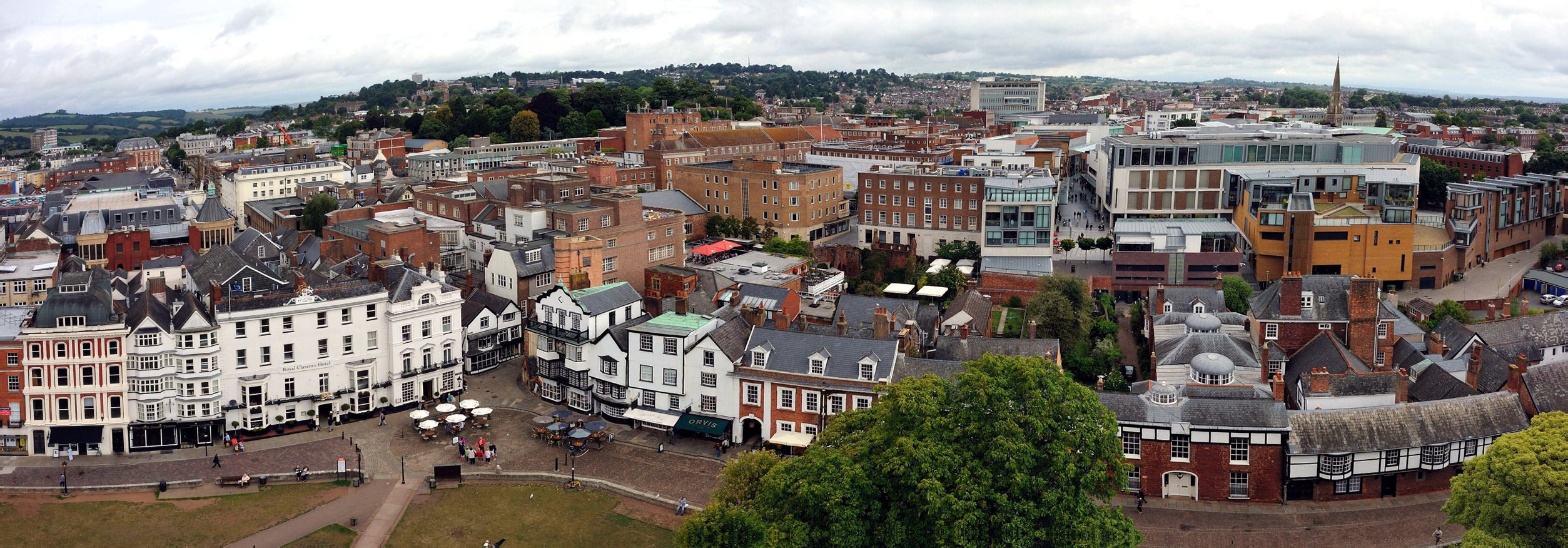
Stadskärnan sedd från taket på domkyrkans norra torn.